# BW Лисички
BW Лисички (BW Vul) — переменная звезда в созвездии Лисички. Видимая звёздная величина находится близ предела доступности для наблюдения невооруженным глазом и равна 6,54. Оценка расстояния, полученная на основе измерения годичного параллакса, равного 1,15 мсд, равна 2800 световым годам. Звезда приближается к Солнцу с лучевой скоростью −6 км/с.
BW Лисички является звездой-гигантом спектрального класса B2 IIIv, индекс 'v' указывает на переменность деталей спектра. Оценки массы звезды различаются в разных работах и варьируют в пределах от 11 до 14 масс Солнца, хотя Tetzlaff et al. (2011) получили значение всего 6,8 массы Солнца. Возраст звезды оценивается в 3,4 млн лет, проективная скорость вращения составляет 24 км/с. В среднем светимость звезды равна 515 светимостям Солнца, а температура фотосферы составляет 23014 K.
О наличии переменности звезды было объявлено в 1937 году на 58-м Собрании Американского астрономического общества канадским астрономом Робертом Метвеном Петри. Звезда относится к переменным типа Беты Цефея, видимая звёздная величина меняется от 6,44 до 6,68 с периодом около 4,8 часа. По неизвестным причинам периодичность изменения блеска звезды испытывает нерегулярные изменения, за которыми следуют длительные периоды регулярного поведения. BW Лисички — одна из наиболее экстремальных звезд типа Беты Цефея в плане переменности блеска и лучевой скорости. По предположению, это связано с довольно высокой металличностью звезды. Одной из характерных деталей на графике лучевой скорости является промежуток "стояния", создаваемый ударной волной, возникающей при падении вещества от предыдущего цикла пульсации.